# Julius Euting
Julius Euting, né le 11 juillet 1839 à Stuttgart et mort le 2 janvier 1913 à Strasbourg, est un orientaliste allemand, spécialiste du monde arabe, qui fut le directeur de la Bibliothèque universitaire de Strasbourg de 1900 à 1909.

## Biographie
Après des études au gymnasium Eberhard-Ludwigs de Stuttgart ainsi qu'au séminaire, Julius Euting étudia la théologie et les langues orientales à Tübingen de 1857 à 1861. À partir de 1867, il fit de nombreux voyages au Proche-Orient et au Moyen-Orient, notamment en Syrie et en Arabie. En 1880, il devint professeur honoraire à la faculté de Philosophie de l'université de Strasbourg. Il est spécialisé en paléographie et épigraphie des pays du Proche et Moyen-Orient. Il travailla sur le Coran et publia plusieurs catalogues bibliographiques.

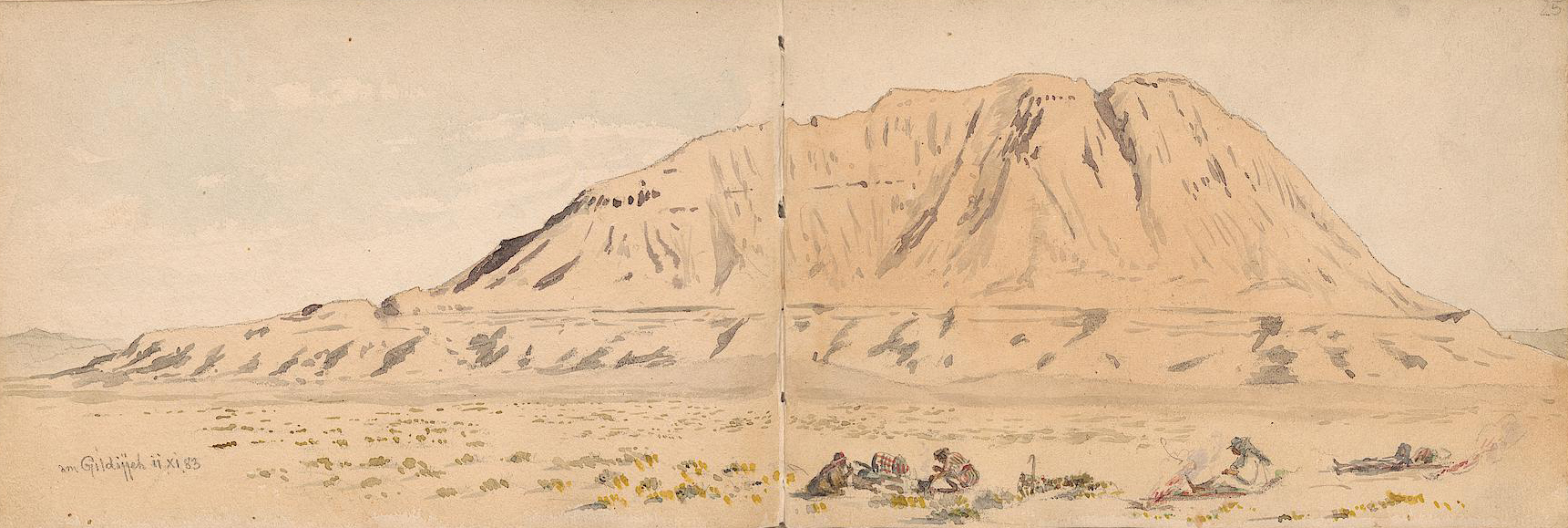
Le mont Jildiyyah, peint par Julius Euting (1883)
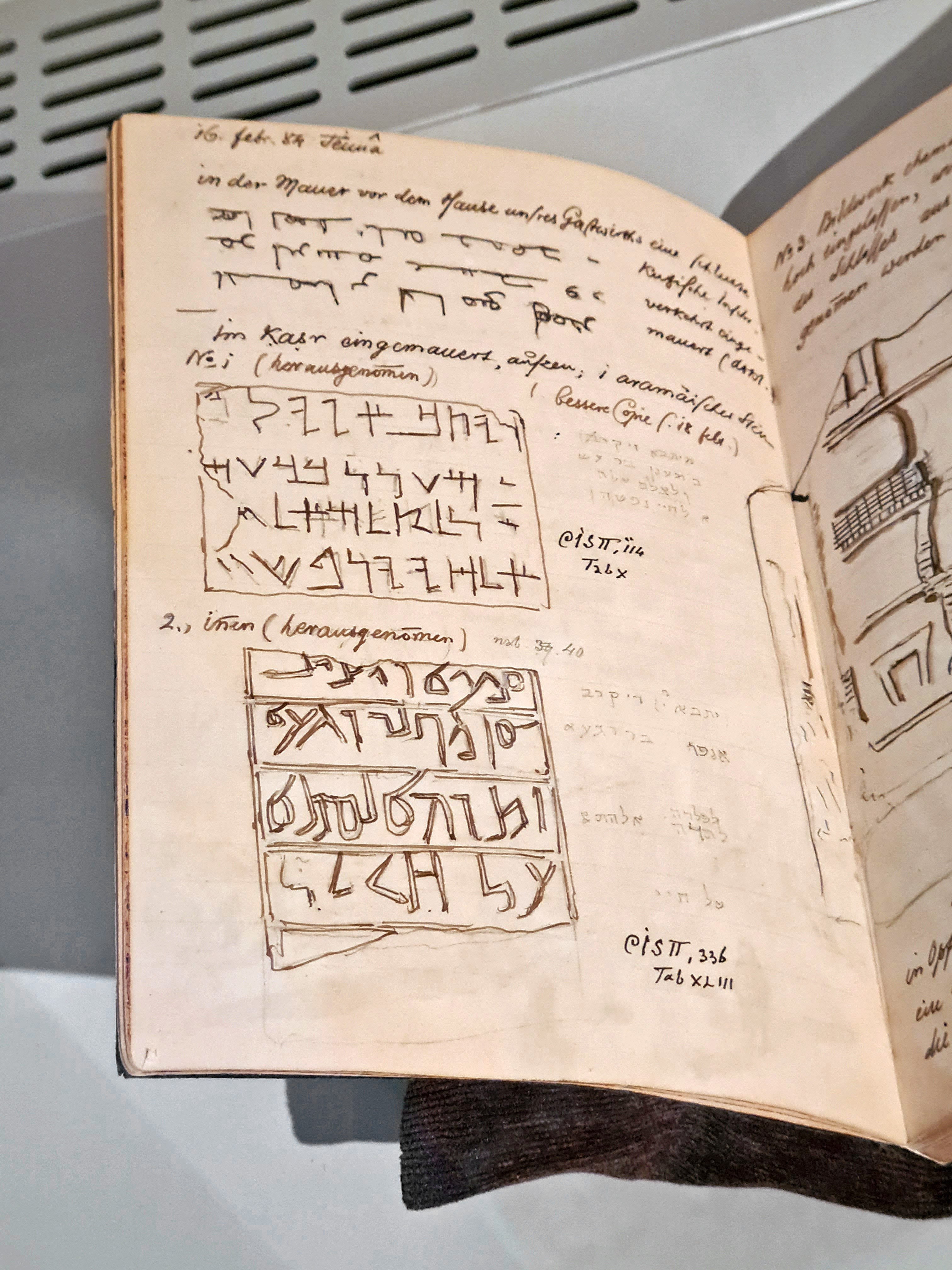
Croquis de la stèle de l'oasis de Teima[2] (Journal du voyage en Syrie, 1884).
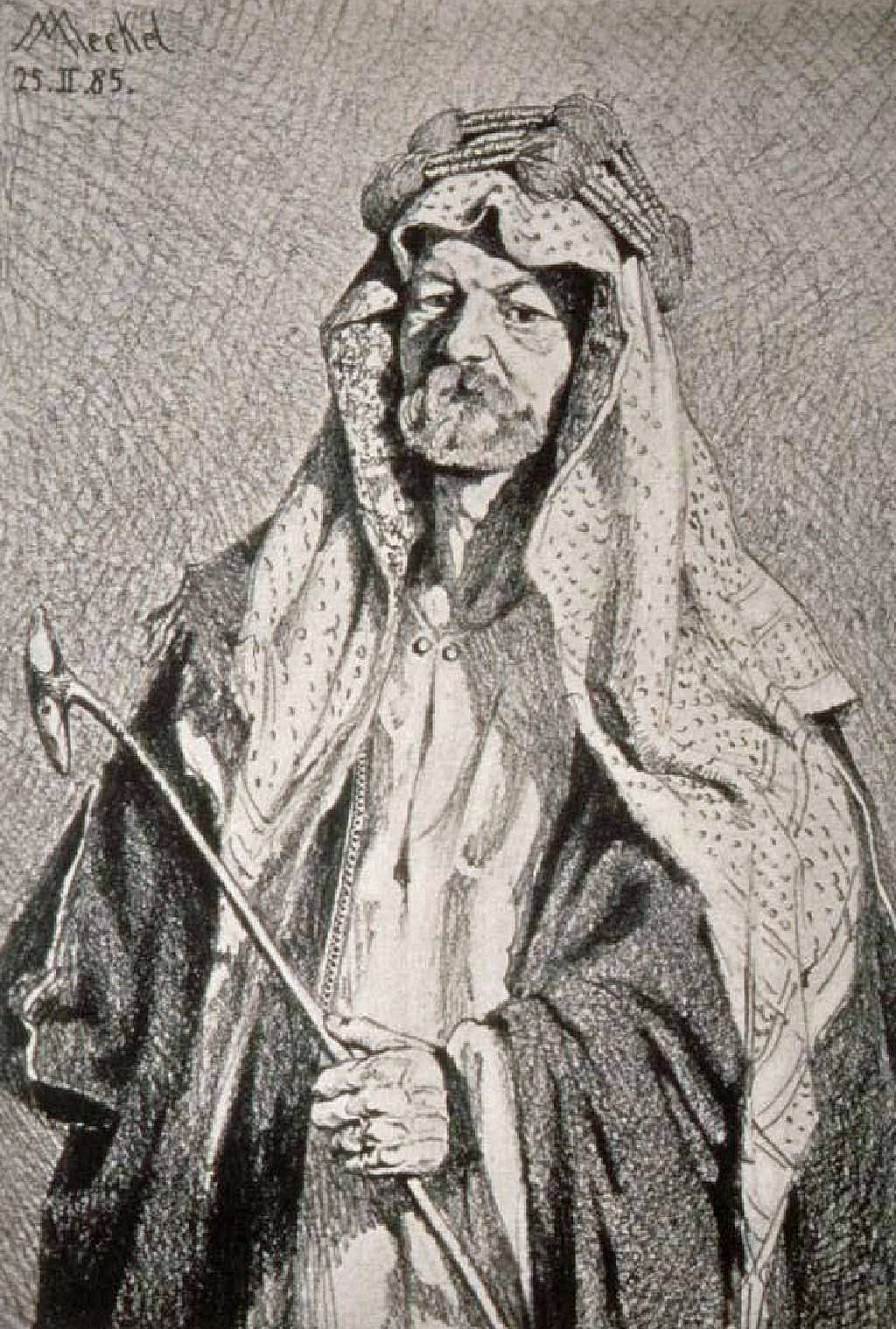
Julius Euting als Abdel Wahl in Central-Arabien 1883, par Adolf von Meckel
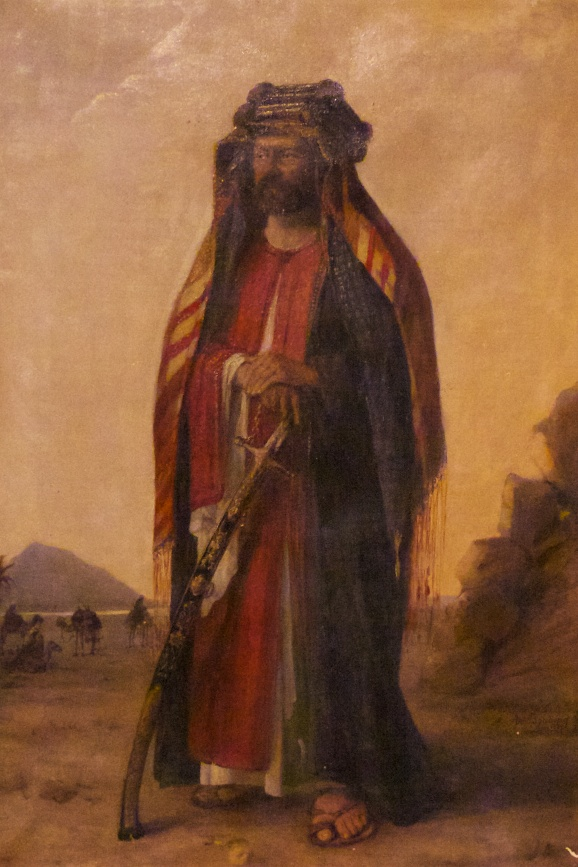
Julius Euting en costume bédouin, par Antonie Boubong (de) (1886)
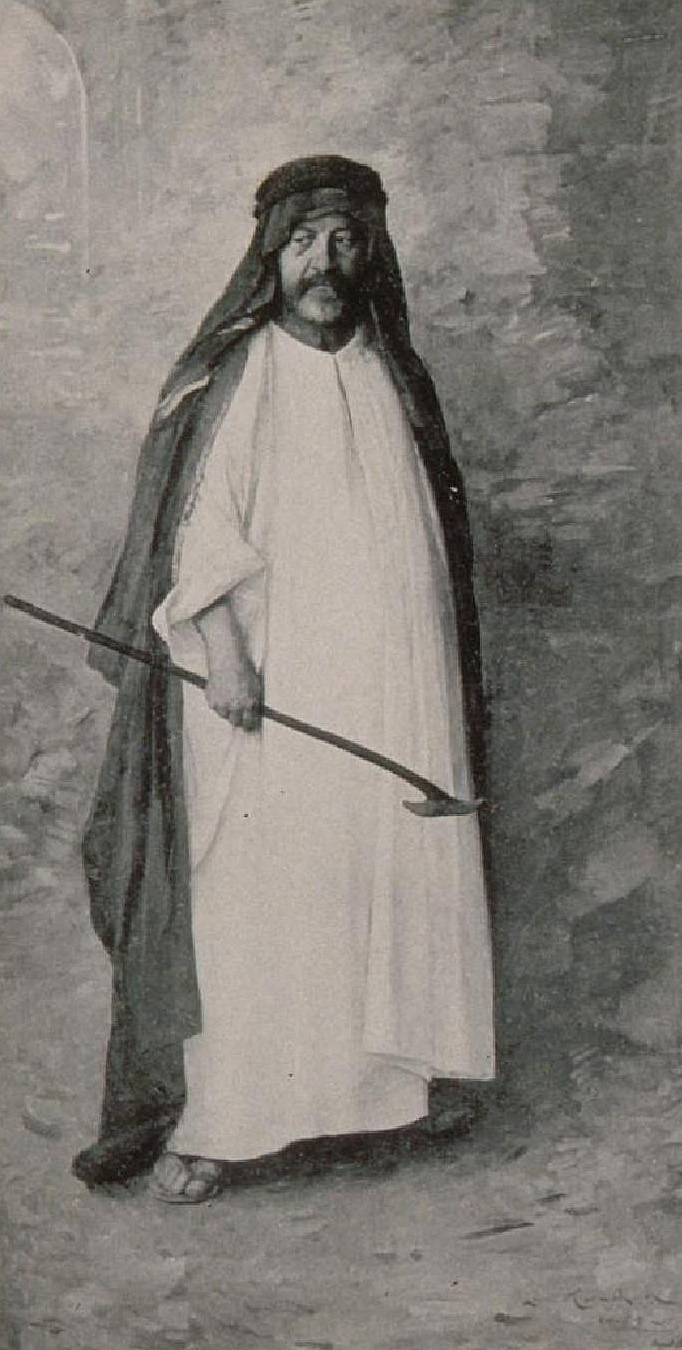
Euting en costume arabe, d'après Léon Hornecker (1897)

Il publia en outre un ouvrage touristique sur Strasbourg en 1903.
De 1876 à 1912, il était président du Club vosgien, dont il rédigea une histoire. Cette association lui rendit hommage en donnant son nom à la tour qui domine le Climont. Également amoureux de la Forêt-Noire, sa tombe au Ruhestein le long du Westweg domine le Wildsee.

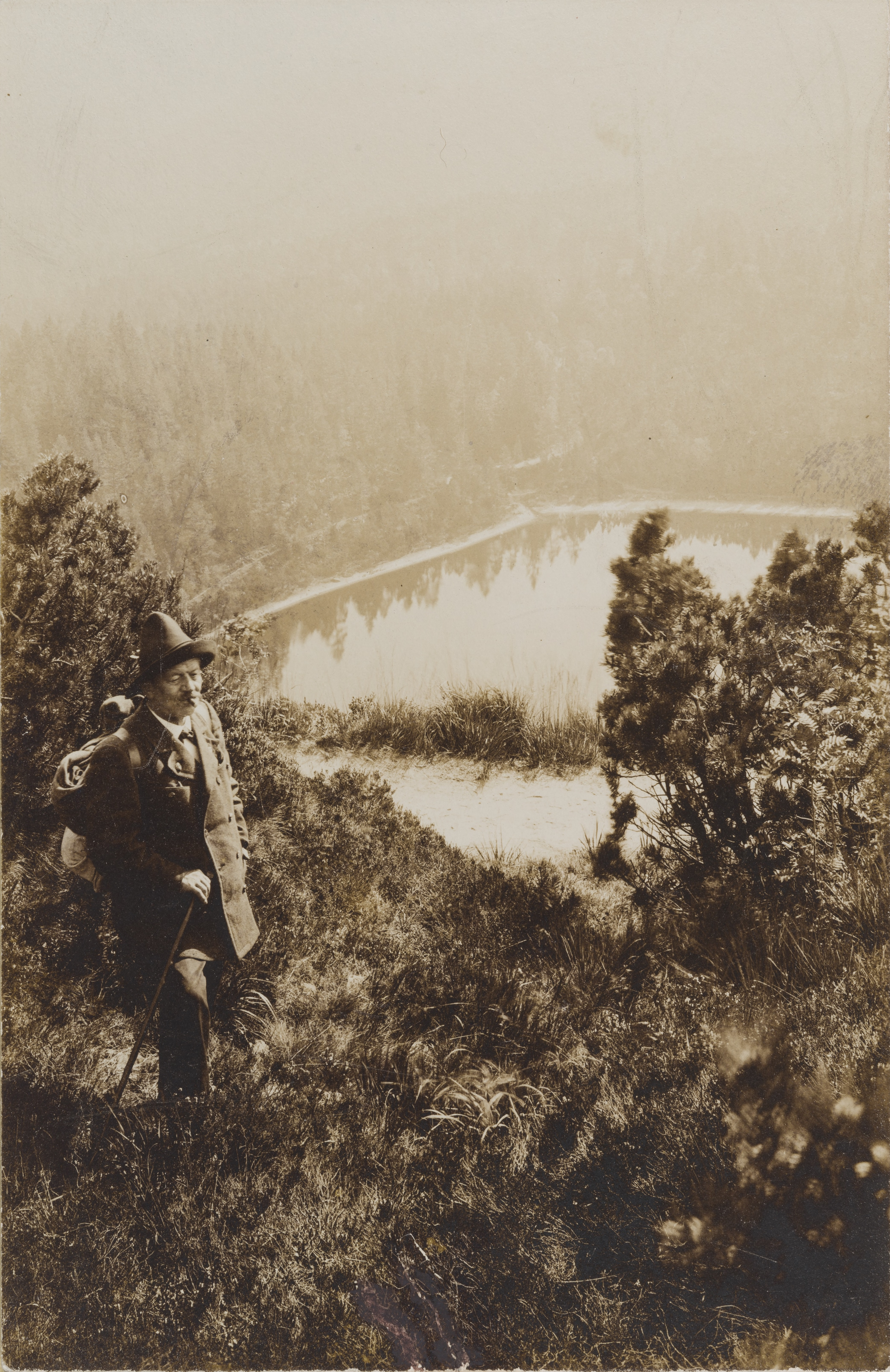
Julius Euting en randonnée pédestre
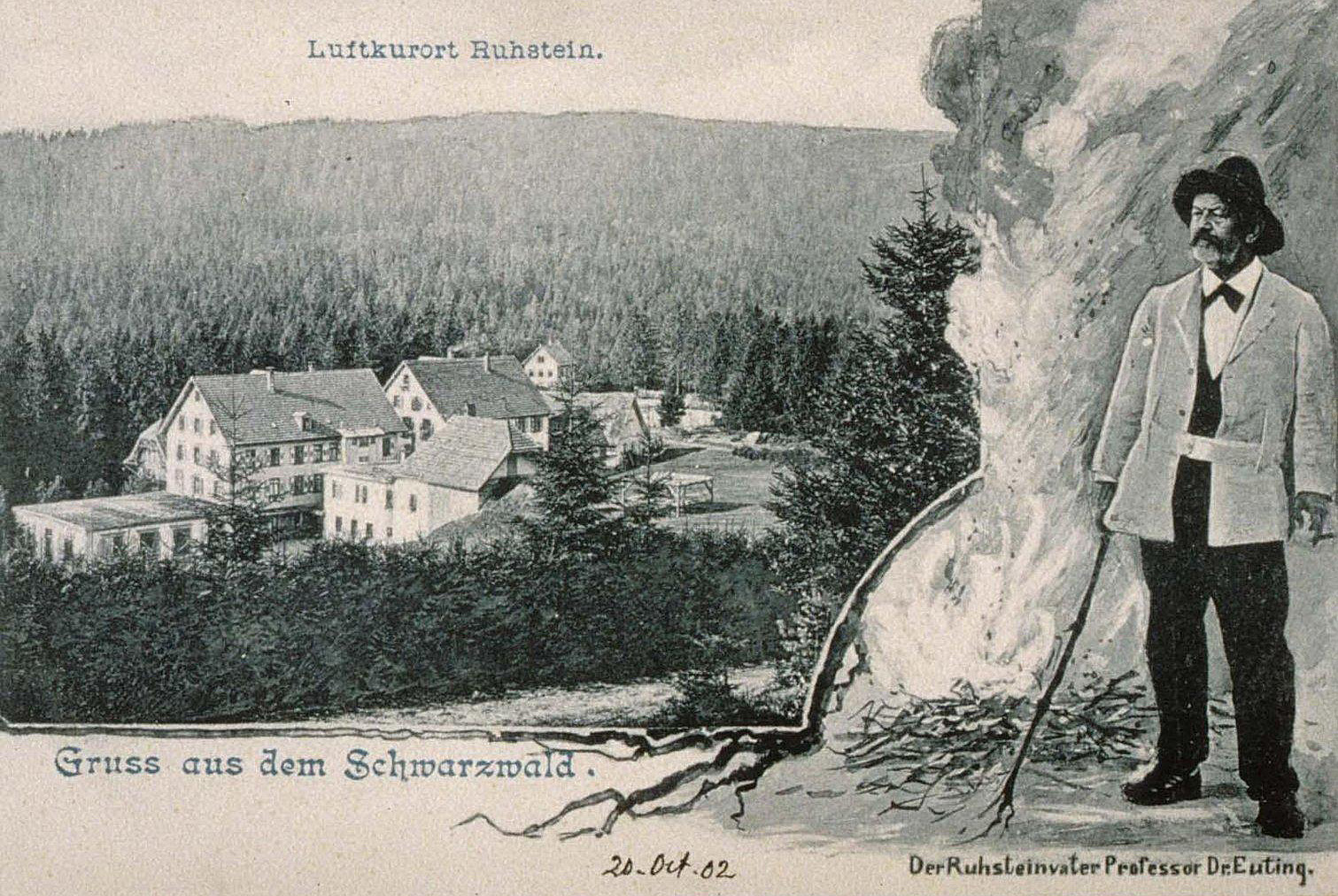
Der Ruhsteinvater Professor Dr Euting
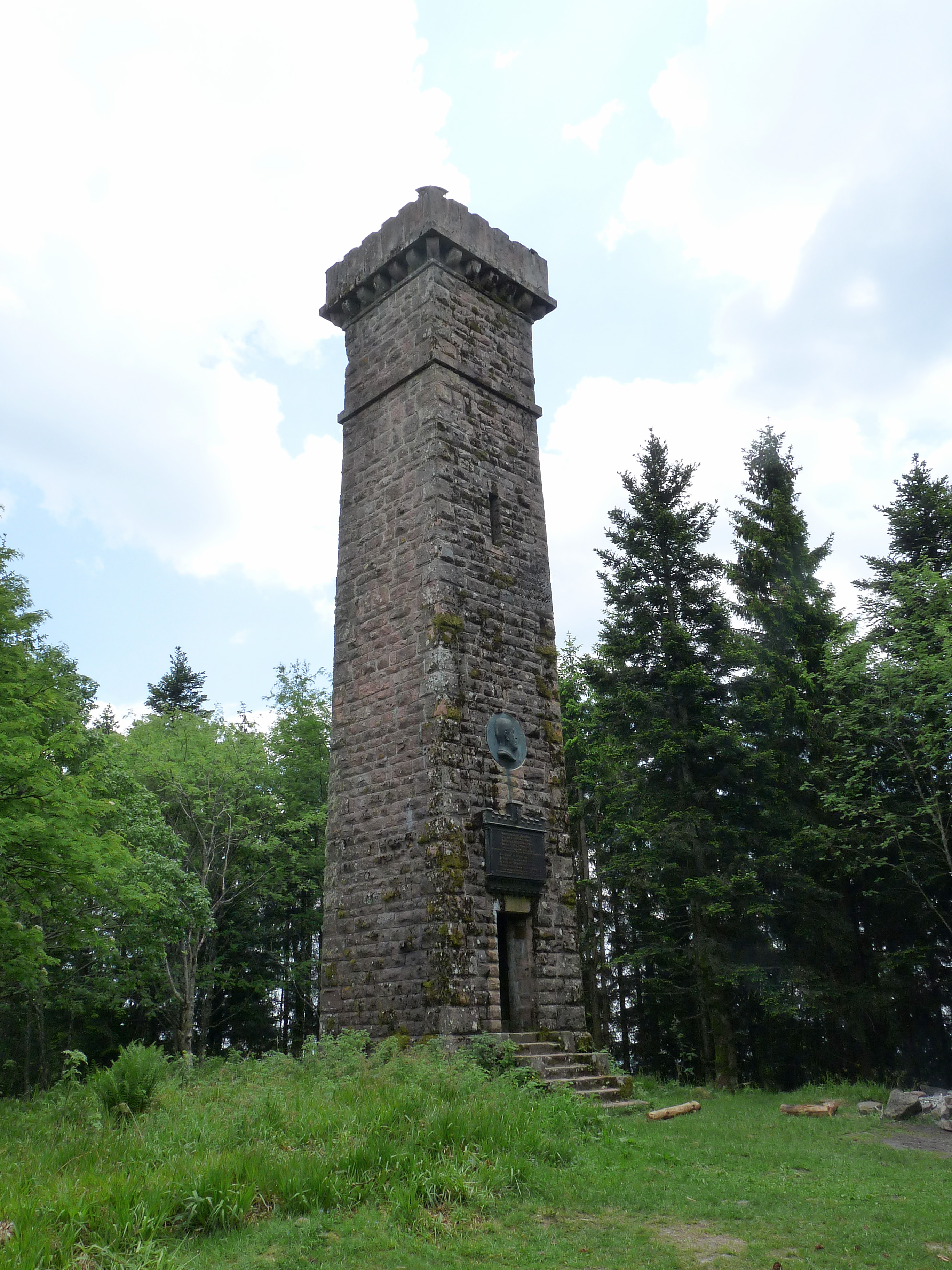
La tour Julius
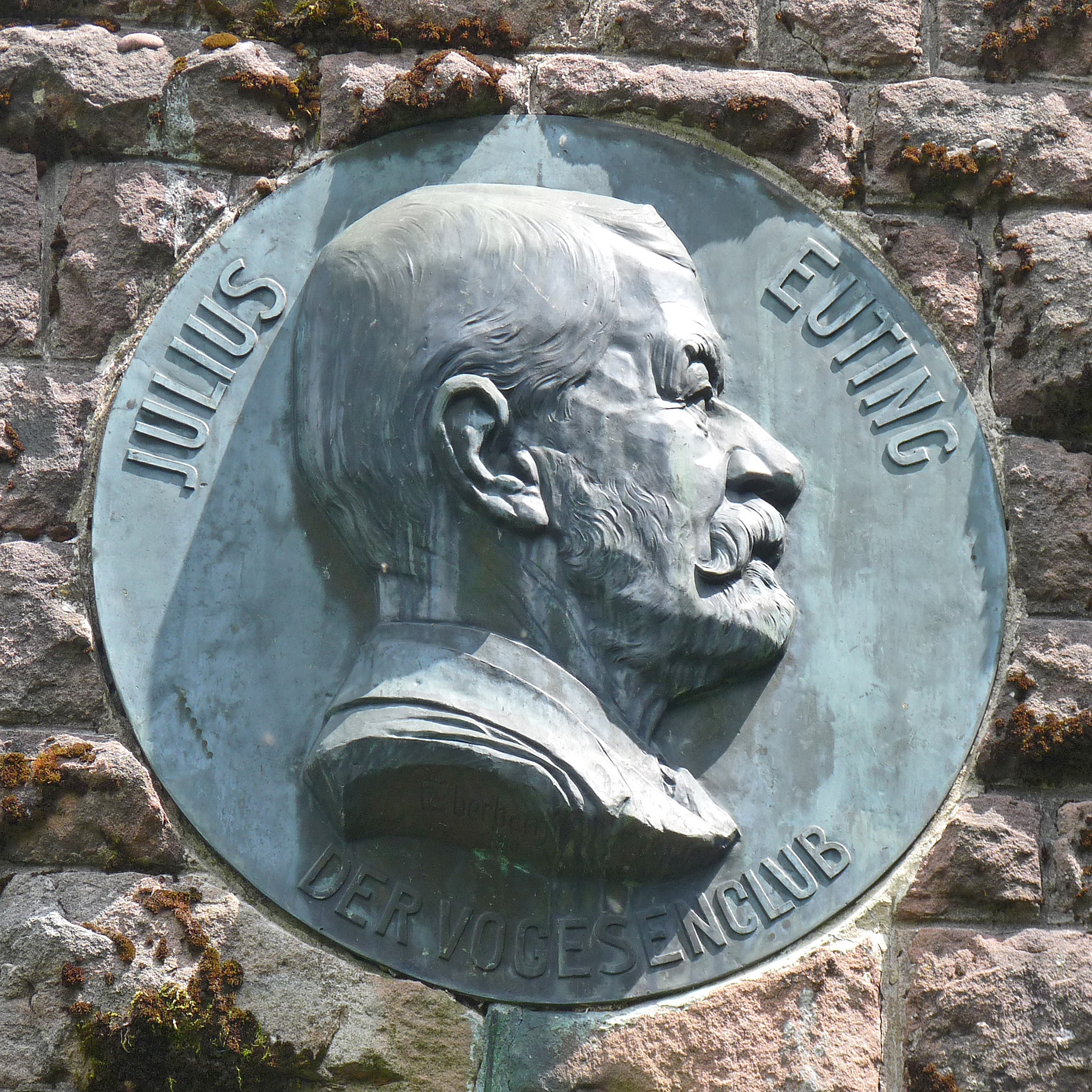
Le médaillon de la tour
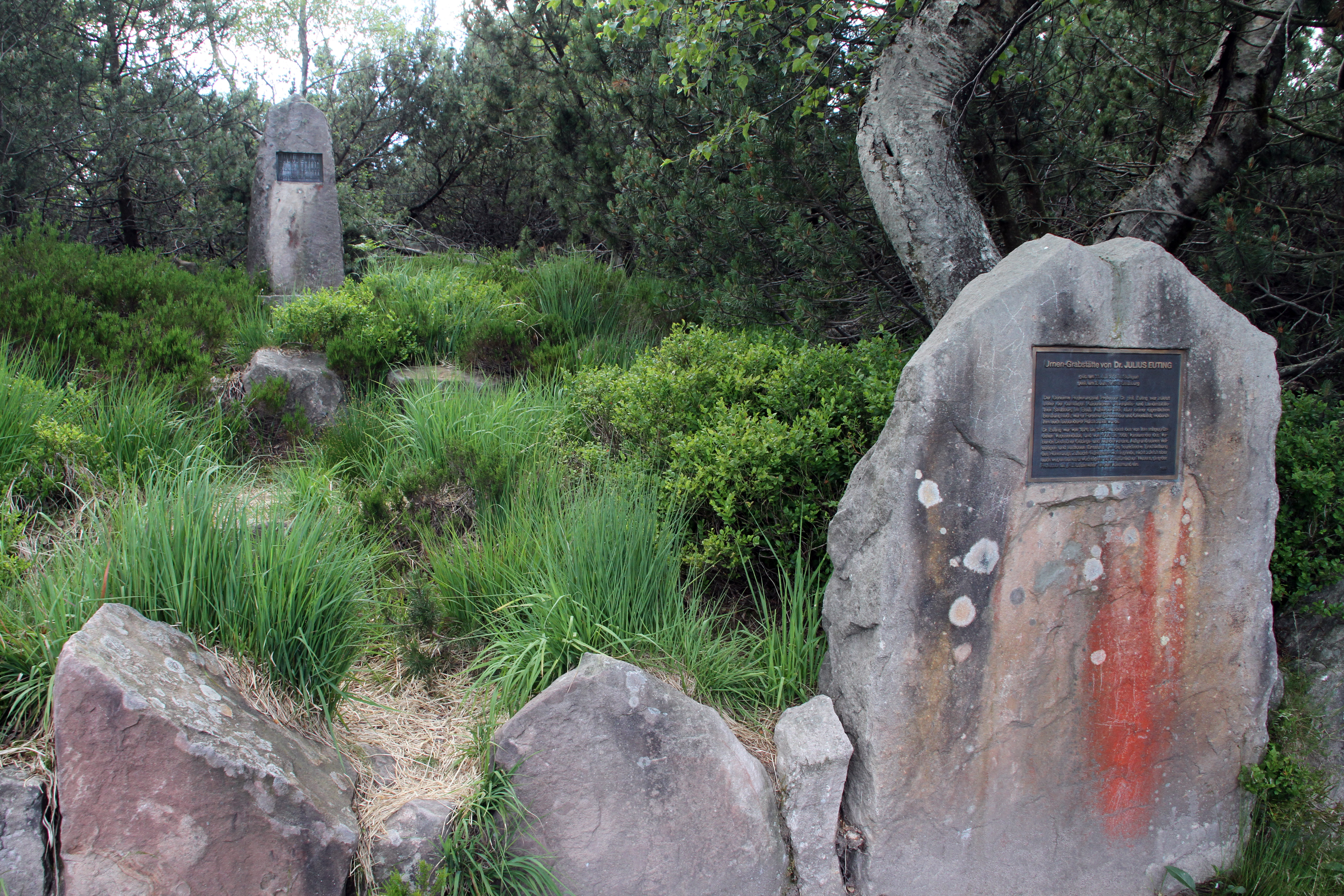
Urne funéraire de Julius Euting sur le Seekopf (Forêt-Noire)

## Œuvres
- (de) Beschreibung der Stadt Strassburg und des Münsters, Strasbourg, 1881[5].
- (de) Tagebuch einer Reise in Inner-Arabien. Reprint der Ausgaben Leiden 1896 und 1914, herausgegeben von Enno Littmann. Hildesheim 2004,  (ISBN 3-48712616-8)